# WQXR-FM
WQXR (105.9 FM) es una emisora de radio no comercial licenciada en Newark, en el estado de Nueva Jersey, que sirve al área metropolitana de Nueva York. 

## Historia

### Fundación
WQXR-FM es el resultado de una emisora de AM, también llamada WQXR (AM 1560), que fue fundada en 1936 por John V. L. Hogan y Elliott Sanger. Hogan comenzó esta estación como la estación de televisión mecánica W2XR, que empezó a emitir el 26 de marzo de 1929.
La estación transmite principalmente grabaciones musicales clásicos. Uno de los oyentes de la emisora fue el inventor de la modulación de frecuencia, Edwin Howard Armstrong. Cuando Armstrong puso su emisora de FM experimental, W2XMN, en el aire, se las arregló para retransmitir algunos programas de WQXR. Esto terminó en 1939, cuando Hogan y Sanger ponen su propia estación experimental de FM en el aire, W2XQR, justo al abajo del dial de Armstrong, en 42,3 MHz.
Cuando la Comisión Federal de Comunicaciones comenzó a entregar licencias para emisoras de FM comerciales, W2XQR se trasladó al dial 45,9 y se convirtió en W59NY; los indicativos especiales FM fueron posteriormente retirados y la estación se convirtió en WQXQ.

### Los tiempos del New York Times
En 1944, Hogan y Sanger vendieron su compañía, la Interestate Broadcasting Company, al New York Times. Cuando el FM se trasladó de los 42-50 MHz a su actual rango de frecuencia de 88 a 108 MHz en 1945, se trasladó a WQXQ 97,7 MHz. En pocos años, la estación había adoptado el indicativo WQXR-FM, y su frecuencia (durante los 64 años siguientes), ha sido los 96,3 MHz.
WQXR fue la primera emisora de AM en Nueva York para experimentar con la radiodifusión en estéreo, a partir de 1952. Durante algunos de sus conciertos en directo, se utilizaban dos micrófonos colocados a seis pies de distancia. El micrófono de la derecha llevado al AM, y el otro a la izquierda a la FM, por lo que un oyente podría colocar dos radios de dos metros de distancia, una sintonizada en 1560 y la otra a 96,3, y escuchar en estéreo.
Durante la década de 1950, en la programación de WQXR-FM también se escuchó en la Rural Radio Network, en el norte de Nueva York; esto terminó cuando las estaciones RRN se vendieron a la Christian Broadcasting Network de Pat Robertson. Tanto la parte de AM y FM siguieron retransmitiéndose entre sí hasta 1965, cuando la FCC comenzó a exigirles a las estaciones de AM y FM pertenecientes a un mismo dueño (en los grandes mercados) para emitir la programación separada para, al menos, una parte del día.
En 1962, la cadena QXR fue comprada por la Corporación Industrial Novo, pero WQXR permaneció bajo la propiedad de la New York Times Company.
Después de intentar brevemente a vender las estaciones WQXR en 1971, el Times fue capaz de obtener una exención de las normas de difusión simultánea. Las estaciones continuaron la retransmisión uno del otro hasta 1992, cuando el AM cambió su programación desde la clásica a los estándares populares (pop tradicional), convirtiéndose en WQEW. En 1998, el Times entró en un contrato de arrendamiento a largo plazo para WQEW con The Walt Disney Company, un movimiento que trajo a Radio Disney a la ciudad de Nueva York. El Times también incluyó una cláusula de compra en el contrato de arrendamiento, y Disney escogió esa opción en 2007. Esto dejó a WQXR-FM como la única emisora de radio del Times y, tras una venta de su grupo de estaciones de televisión a la televisión local aquel mismo año, la única estación del Times.

### Venta a WNYC y el cambio de frecuencia
El 14 de julio de 2009, New York Times Company anunció que estaba negociando la frecuencia 96.3 a Univisión Radio a cambio de la frecuencia 105.9 de WCAA (de Univisión). La venta estaba programada para cerrarse en el segundo semestre de 2009. A las 8 p. m. del 8 de octubre de 2009, WCAA y WQXR cambiaron las frecuencias.
El cambio de frecuencia fue parte de un acuerdo entre Univision, el New York Times Company y WNYC. Univision pagó al New York Times Company $ 33.5 millones para el comercio de licencias de radiodifusión con los tiempos. WNYC luego le pagó al New York Times Company $ 11,5 millones por la licencia, equipos 105.9 de FM, el indicativo WQXR y la página web (que cambió de wqxr.com a wqxr.org) Como resultado del acuerdo, WQXR se convirtió en una estación de radio pública no comercial operado por WNYC.

### Cambio en el área de cobertura
WQXR tiene menos área de cobertura en el 105.9 que la que tuvo con su antigua señal en 96,3. Tanto la frecuencia anterior como la frecuencia actual de WQXR se irradian desde la misma antena FM ubicada en lo alto del Empire State Building; pero mientras que la señal antigua de WQXR (ahora de WCAA) es de 6.000 vatios, su nueva señal (antigua de WCAA) es de 610 vatios. La intensidad de la señal calculada de la nueva señal en 30 millas (que cubren alrededor de 14,5 millones de personas) es la misma que la antigua señal 96.3 FM en 42 millas (que cubren aproximadamente 17,1 millones de personas). Además la cobertura comprometedora es WHCN de Hartford, que también transmite en 105.9 FM. Mientras WHCN tiene una señal direccional con reducida potencia hacia el transmisor de WQXR, las dos estaciones se interfieren entre sí cuando sus señales se superponen.
WQXR opera dos estaciones repetidoras (103.7 en Highland, Nueva York y 96,7 en Asbury Park, Nueva Jersey). El audio de WQXR es transmitido también por el canal HD2 de WNYC en el 93,9 FM. El 29 de julio de 2013, WQXR comenzó a transmitir en la ex WDFH, ahora WQXW (90.3 FM) en Ossining, Nueva York, que cubre el norte y centro del condado de Westchester.